# Altanbulag, Selenge
Altanbulag (tiếng Mông Cổ: Алтанбулаг, "suối nước nóng vàng") là một sum của tỉnh Selenge ở miền bắc Mông Cổ. Nó nằm cách tỉnh lỵ Sükhbaatar khoảng 25 km, giáp với Nga. Thị trấn phía bên kia biên giới là Kyakhta. Altanbulag là vị trí của khu thương mại tự do cùng tên. Vào năm 2008, dân số của sum là 4.545 người.
Trong triều đại nhà Thanh, thị trấn được gọi là Mãi mại thành (tiếng Mông Cổ: Наймаа хот (Худалдаачин), tiếng Nga: Маймачен), bắt nguồn từ tiếng Trung 買賣城 (Mǎimàichéng). Trong tiếng Mông Cổ, nơi đây còn được gọi là Övör Khiagt (Өвөр Хиагт, Nam Kyakhta). Ngày nay, Altanbulag là tên gọi của thị trấn trong cả tiếng Mông Cổ lẫn tiếng Buryat.

## Lịch sử
Altanbulag bắt đầu như một tiền đồn giao thương qua sông Kyakhta từ thị trấn Kyakhta của Nga trong thời kỳ nhà Thanh cai trị Mông Cổ vào năm 1730. Ban đầu, tên của thị trấn này được gọi là Mãi mại thành (tiếng Mông Cổ: Худалдаачин), sau đó được đổi tên thành Kyakhta (tiếng Mông Cổ: Khiagt). Ngoài ra người ta còn dùng các tên khác như "Khyahta của Mông Cổ" và "Nam Kyakhata".
Theo Hiệp ước Kyakhta năm 1727, mỗi bên xây dựng một trạm thương mại ở bên biên giới của mình. Việc xây dựng bắt đầu vào năm 1730. Trạm ở Mãi mại thành có lẽ cách Kyakhta 500 đến 700 feet về phía nam, ở thượng nguồn sông Kyakhta nhỏ. Thị trấn có hình vuông, với những bức tường bằng gỗ và sau năm 1756, một con mương rộng ba foot. Mỗi bức tường có một cổng dẫn ra hai con phố lớn giao nhau ở trung tâm. Mỗi cổng có một tháp canh cao 25 foot, thường trực bởi quân đồn trú Mông Cổ. Các đại lộ chính rộng khoảng 25 feet, nhưng các đường phố và ngõ hẻm khác lại hẹp. Những ngôi nhà lớn hơn có sân trong, nơi cư dân buôn bán. Các sân này thường được giữ gìn tốt hơn các khu vực công cộng. Phụ nữ bị cấm sống trong thị trấn, dường như để ngăn các thương nhân Trung Quốc trở thành cư dân lâu dài. Quy tắc này đã bị né tránh nhưng vẫn có hiệu lực vào năm 1908.
Vào ngày 13 tháng 3 năm 1921, một chính quyền cộng sản lâm thời hậu thuẫn bởi Liên Xô được thành lập tại Altanbulag. Họ đã lật đổ chính quyền của Roman Ungern von Sternberg và sau đó thành lập Cộng hòa Nhân dân Mông Cổ vào năm 1924.

## Địa lý
Sum có diện tích khoảng 2100,30 km2. Trung tâm sum cũng mang tên Altanbulag, nằm cách tỉnh lỵ Sükhbaatar 24 km và thủ đô Ulaanbaatar 335 km.

## Kinh tế
Altanbulag có Khu thương mại tự do Altanbulag và một chi nhánh của ngân hàng Khan Bank.

## Người nổi tiếng
- Byambyn Rinchen (1905 – 1977), học giả và nhà văn

## Hình ảnh

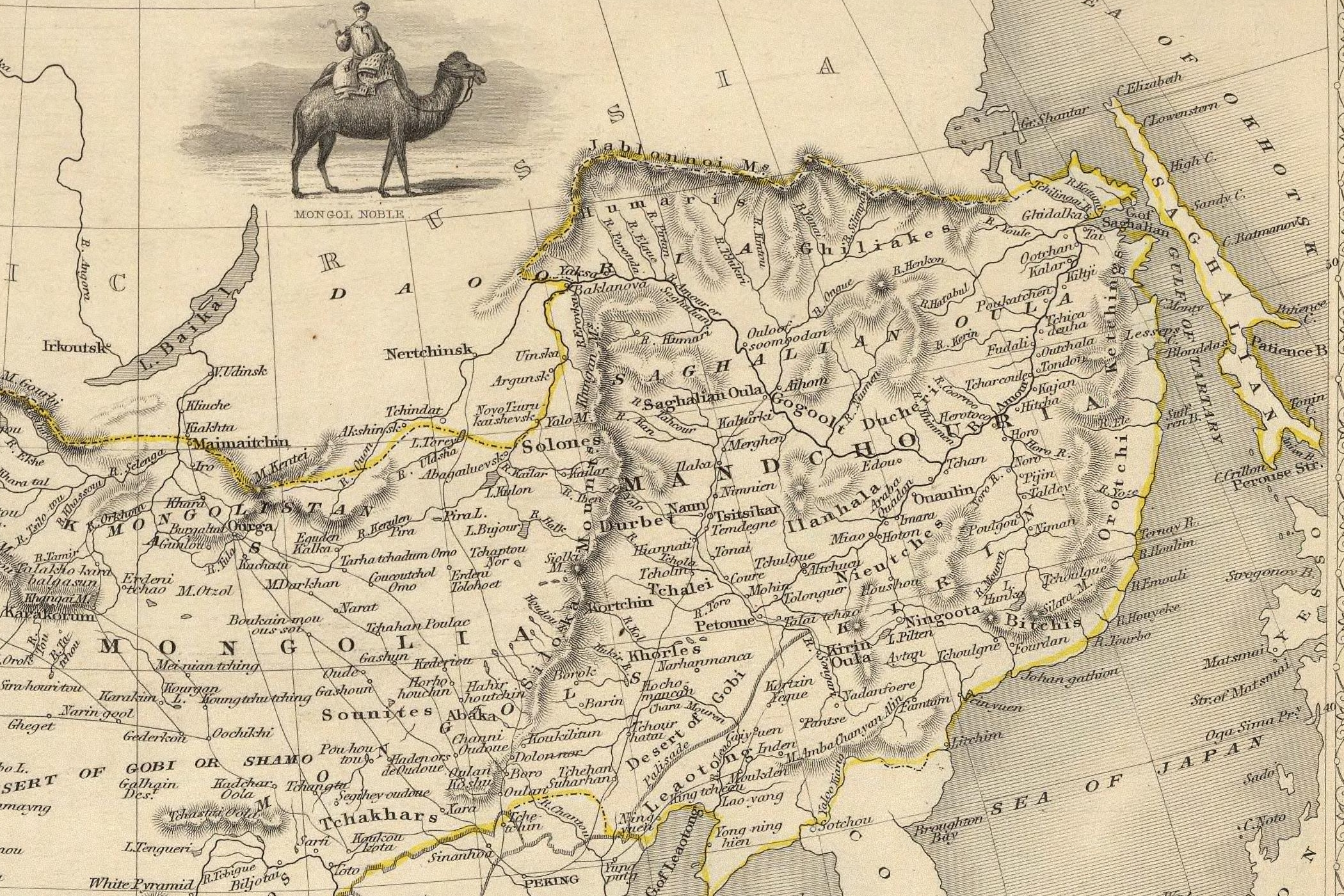
Hai thị trấn Kyakhta và Mãi mại thành có thể được nhìn trên bản đồ năm 1851 này, trên tuyến đường ngắn nhất từ Irkutsk đến Bắc Kinh
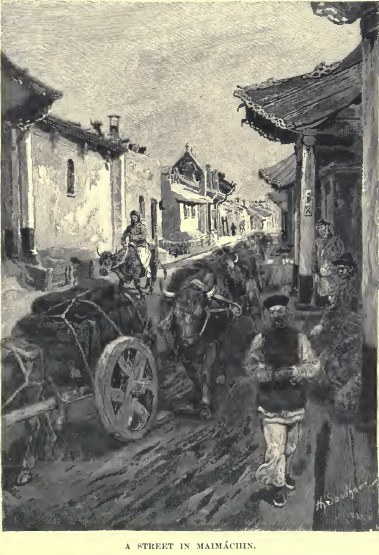
Altanbulag vào năm 1885
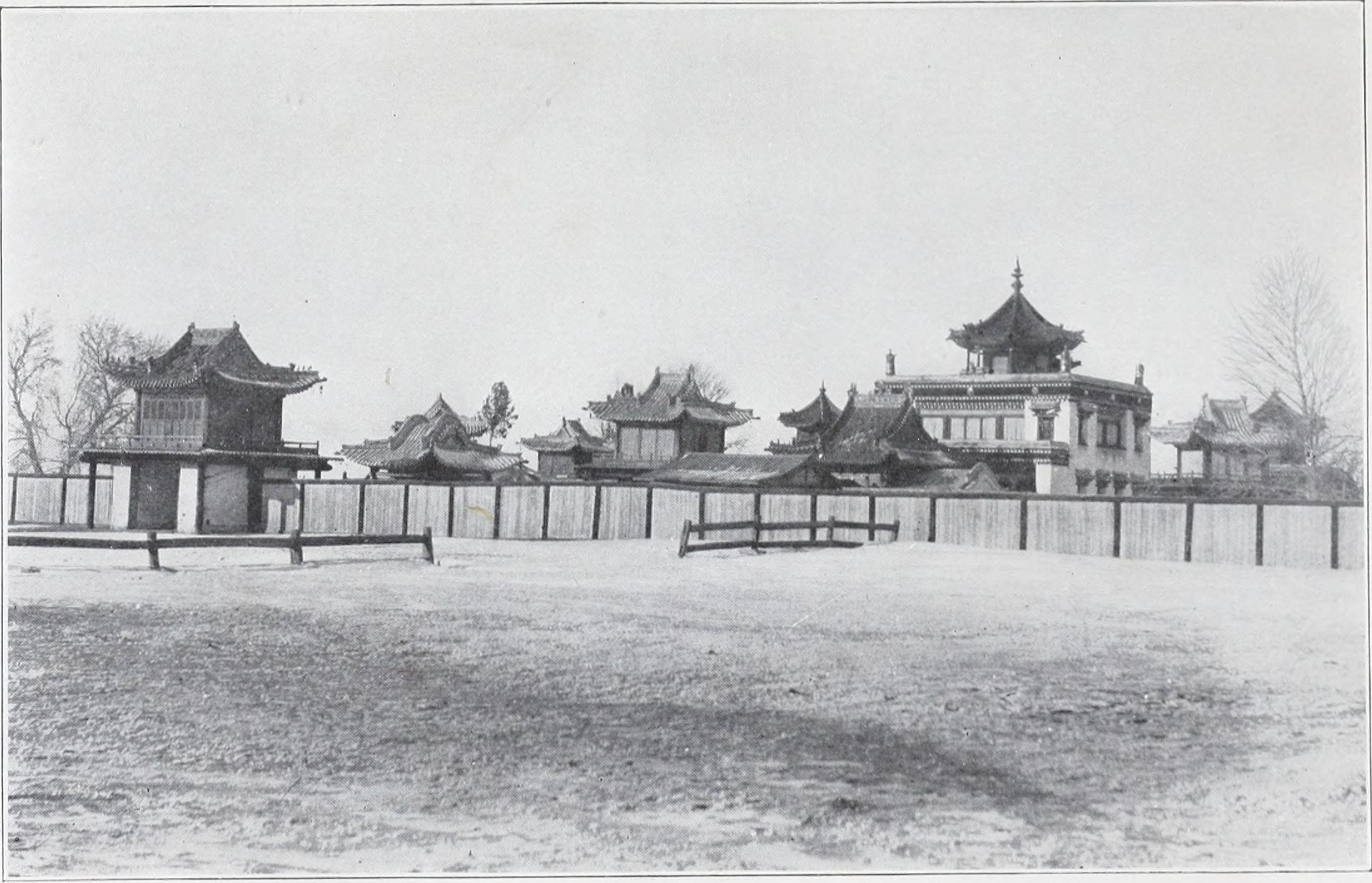
Altanbulag vào năm 1910